# ΜTorrent
μTorrent, ili uTorrent je adver BitTorrent klijent u vlasništvu i razvoju kompanije BitTorrent, Inc. Sa preko 150 miliona korisnika, on je najšire korišćeni BitTorrent klijent izvan Kine; globalno odmah iza Xunlei. Grčko slovo "μ" ("mu") u njegovom imenu potiče od SI prefiksa "mikro-", pozivajući se na mali trag memorije programa: program je dizajniran da koristi minimalne računarske resurse, a istovremeno nudi funkcionalnost uporedivu sa većim BitTorrent klijentima kao što su Vuze ili BitComet. μTorrent je imao kontroverziju za rudarenje kripto valute kada je instaliran. Uklonili su ga u kasnijim verzijama, ali je već naneo nepovratnu štetu ugledu μTorrent-a. 
Program je u aktivnom razvoju od prvog izdanja 2005. godine. Iako ga je prvobitno razvio Ludvig Strigs, od 7. decembra 2006. godine, kod je u vlasništvu i održava ga BitTorrent, Inc. Kod je takođe koristio BitTorrent, Inc. kao osnovu za verziju 6.0 i novije od BitTorrent klijenta, rebrendiranu verziju μTorrent-a. Sve verzije su napisane na jeziku C ++.

## Istorija

### Rani razvoj
Iz opšteg nezadovoljstva bloatware-om, Serdž Paket je predložio Ludvigu Strigsu da napravi manji i efikasniji BitTorrent klijent. Strigs je počeo da struktuira planove za razvoj programa, koji u to vreme nisu uključivali stvaranje klijenta bogatih karakteristika. Nakon što je u početku radio na njemu oko mesec dana tokom poslednjeg kvartala 2004. godine (prva izgradnja datirana je 17. oktobra 2004. godine), uglavnom tokom slobodnog vremena pre i posle posla, Strigs je prestao da kodira μTorrent na godinu dana. Nastavio je sa radom 15. septembra 2005. godine, i nakon tri dana, prvo javno izdanje (verzija 1.1 beta) je napravljena kao besplatan program i počeo je generisati fid-bek (povratne informacije i kontrolu).

### PeerFactor SARL
4. marta 2006. godine, PeerFactor SARL je najavio potpisivanje šestomesečnog ugovora sa Strigsom za razvoj „novih aplikacija za distribuciju sadržaja na internetu“. PeerFactor SARL je relativno nova kompanija koju su osnovali bivši zaposleni kompanije PeerFactor, koja je bila podružnica francuske organizacije za borbu protiv piraterije Retspan.
Ludvig je izjavio da je njegovo kodiranje za PeerFactor SARL bilo da koristi svoju stručnost u optimizaciji BitTorrent protokola da bi napravio .dll fajl koji je PeerFactor SARL nameravao da koristi kao deo distributivne platforme za datoteke u korporativnom okruženju. U to vreme postojale su špekulacije da je μTorrent možda modifikovan da špijunira korisnike u ime PeerFactor-a, međutim do danas (čak ni nakon sticanja μTorrent-a od strane BitTorrent, Inc.) nije izveden nijedan dokaz koji bi potvrdio ove navode.

### Promena vlasništva
7. decembra 2006. godine, μTorrent je kupljen od strane BitTorrent, Inc.
18. septembra 2007. godine, BitTorrent 6.0 je izbačen. Iako su prethodne verzije klijenta BitTorrent-a bile softver otvorenog koda, sa verzijom 6 je postao zatvoren. Aprila 2017. godine, osnivač BitTorrenta, Bram Kohen, najavio je da će sledeća verzija μTorrent-a biti zasnovana na veb pregledaču. Ova verzija μTorrent-a omogućava korisnicima da strimuju torente iz podrazumevanog veb pregledača, slično kao i na redovnom veb sajtu za strimovanje.

## Karakteristike
Karakteristike prisutne u programu μTorrent uključuju:
- Magnet linkovi (URI-ovi), dodati u verziji 1.8, izbačeni 9. avgusta 2008. godine
- Teredo taneling / IPv6 podrška
- Mikro Transport Protokol (µTP) preliminarna podrška od 1.8.2, puna podrška od verzije 2.0
- UPnP podrška za sve verzije Windows-a, bez potrebe za Windows XP UPnP frejmvork
- Protokol enkripcije (PE)
- Razmena (Peer Exchange) sa ostalim BitTorrent klijentima:
  - libtorrent i klijenti zasnovani na njemu poput Deluge ili qBittorrent imaju punu podršku za μTorrent Peer Exchange
  - Prenos i klijenti zasnovani na libTransmission imaju punu podršku za μTorrent Peer Exchange
  - KTorrent ima potpunu μTorrent Peer Exchange podršku od 2.1 RC1
  - Vuze, ranije Azureus, ima punu podršku od verzije 3.0.4.3
- RSS
- BitTorrent podrška „bez praćenja“ pomoću DHT-a, kompatibilna sa originalnim BitTorrent klijentom i BitComet-om
- Inteligentni sistem keširanja diska koji korisnik može da konfiguriše
- Potpuna podrška proksi servera
- Podrška za HTTPS
- Podesivi bandwidth planer
- Lokalizovano za 67 jezika[11]
- Inicijalno „seed-ovanje torenata"
- Prilagodljiva traka za pretragu i dizajn korisničkog interfejsa.[12]
- Podešavanja konfiguracije i privremene datoteke čuvaju se u jednom direktorijumu, što omogućava prenosnu upotrebu
- WebUI: Dodatak koji je trenutno u beta testiranju koji omogućava upravljanje μTorrent-om na jednom računaru sa drugog računara, bilo preko Interneta ili LAN-a, koristeći veb pregledač
  - Trenutno je u razvoju novi veb korisnički interfejs, kodnog imena Falcon. Podržava šifrovane sesije i mogućnost prolaska kroz firewall bez prosleđivanja portova, dok je potpuniji i lakši za upotrebu od prethodnika.[13]
- Embedded Tracker: jednostavan program za praćenje dizajniran za seed-ovanje torenata, bez veb interfejsa ili liste hostovanih seed-ova. Nije dizajniran za bezbednu ili veliku primenu.
- Brzi nastavak prekida prenosa
- Verzije μTorrenta do verzije 1.8.5 mogu da koriste samo 14 megabajta RAM-a koji radi na 486 procesoru u operativnom sistemu Windows 95.
- Dve skrivene karakteristike u pododelku „Pomoć“: klikom na logo μTorrent reprodukuje se zvučni efekat nalik na dip nout[14], a otkucavanjem slova „t“ pokreće se igra nalik na Tetris pod nazivom μTris, koja je 2008. godine izabrana kao #1 iz „Top 10 softverskih easter egg-ova“ kompanije LifeHacker.[15]

### Veličina
μTorrent se isporučuje kao jedna samostalna komprimovana izvršna datoteka, instalirana pri prvom pokretanju. Najnovije verzije uključuju mogućnost da se instaliraju pri prvom pokretanju. Mala veličina izvršne datoteke postiže se izbegavanjem upotrebe mnogih biblioteka, posebno C ++ standardne biblioteke i objekata za striming, i stvaranjem zamena napisanih posebno za program. Izvršna datoteka se zatim kompresuje na otprilike polovinu svoje kompajlirane i povezane veličine pomoću UPX-a.

### Podrška za operativne sistemie
μTorrent je dostupan za Microsoft Windows, macOS, i Android. μTorrent server je takođe dostupan za Linux.
Prva test verzija za macOS je izbačena 27. novembra 2008. godine.

2. septembra 2010. godine, izvorna Linux verzija μTorrent Server-a je izbačena. Firon, administrator μTorrent forum zajednice, je rekao da su na ovom projektu radili nekoliko meseci pre izdanja, jer je to neko svojstvo bilo najtraženije. Ovo izdanje namenjeno je korisnicima koji traže brzi BitTorrent klijent zasnovan na interfejsu komandne linije sa upravljanjem na daljinu zasnovanim na Internetu. Takođe su napomenuli da punopravni klijent sa GUI-em je posao u toku. Takođe je rekao:
Ovo je izvorni Linux port i poznato je da radi na Ubuntu 9.10+, Debian 5+ i Fedora 12+. Drugi mogu da rade, ali zvanično nisu podržani. Potreban je kernel 2.6.13 ili novije. 64-bitni sistem hosta trenutno ima nekih problema, dakle 32-bitni samo za sada. Za tragače koji se stave na belu listu, korisnički agent je „uTorrent / 300B (build #) (server)“. „Peerid“ je identičan klijentu Windows 3.0. Oni dele brojeve verzija zbog zajedničke baze kodova.
Trenutno μTorrent podržava Windows XP ili novije, i Mac OS X Leopard ili novije.

## Prihodi
U ranim verzijama, Strigs je ugradio veb preusmeravanje putem nanotorenta za upite za pretragu unesene kroz traku za pretragu koja je reklame prikazivala u okviru veb pregledača. Neki korisnici su ovo smatrali sumnjivim jer se praćenje može implementirati snimanjem IP adresa onih koji preuzimaju ili primaju oglase, a funkcija pretraživanja može se lako koristiti za praćenje korisničkih upita putem bilo kog veb interfejsa kroz koji klijent prolazi da bi izvršio pretragu. Nakon kratkog perioda, oglašavanje je onemogućeno, ublažavajući moguće brige.
Kasnija verzija softvera ima, umesto oglasa, funkciju „pretraži sve veb lokacije“, a to je traka za pretragu zasnovana na ključnim rečima koja isporučuje liste torent fajlova na različitim tragačima. Okvir na vrhu prikazuje oglase (na strani servera) u pregledaču kada se koristi funkcija pretraživanja. U verziji 1.5, u samom programu nema oglasa.
Od verzije 1.8.2, program za instaliranje μTorrent daje korisniku mogućnost preuzimanja i instaliranja trake sa alatkama od strane Ask.com. To se radi pri prvom pokretanju programa i korisnik može izričito da oneomogući ovu funkciju poništavanjem izbora. Programeri su izjavili da je dodatak potreban za sredstva za nastavak razvoja. Krajem 2010. godine, ovo je zamenjeno Conduit Engine-om.

### Alati
Krajem 2010. godine pojavila se izvesna kontroverza sa izdanjem μTorrent-a koji je uključivao adver u obliku Conduit Engine-a, koji je instalirao traku sa alatkama i uneo izmene u početnu stranicu i podrazumevani pretraživač u veb-pregledač korisnika. Brojni korisnici su prijavili da je instalacija izvršena bez pristanka korisnika. Bilo je žalbi da je adverski softver bilo teško ukloniti. U 2011. godini μTorrent je u paketu stavio Bing.

### Plaćena verzija
15. jula 2011. godine BitTorrent je najavio da će ponuditi plaćenu verziju μTorrent-a pod nazivom „μTorrent Plus“. Ova nova verzija nudi dodatne funkcije, kao što su integrisana konverzija datoteka, antivirus i ugrađeni media plejer. 
6. oktobra 2011, Pre-alpha od μTorrent Plus je pušten u zajednicu samo za pozvane. Od decembra 2011. godine, μTorrentPlus 3.1 bio je dostupan za 24,95 američkih dolara; od decembra 2014. godine, verzija Plus bila je dostupna kao pretplata, pod cenom od 19,95 američkih dolara godišnje.

### Reklame i malver
Avgusta 2012. godine, BitTorrent je najavio dodavanje oglasa u besplatnoj verziji µTorrent-a, što bi korisnici mogli pojedinačno da odbiju. Zbog odgovora korisnika, kompanija je nekoliko dana kasnije izjavila da bi oglasi mogli da budu isključeni. Alat koji su kreirali korisnici poznat pod nazivom „Pimp My µTorrent“ takođe je stvoren da pojednostavi postupak onemogućavanja oglasa u verziji za Windows. Počevši od µTorrent verzije 3.2.2, softver takođe sadrži reklame u sadržaju opisane kao „istaknuti torenti“. Kao i kod oglasa, i ovaj sadržaj je moguće oneomogućiti.
U martu 2015. godine tvrdilo se da je µTorrent automatski instalirao program poznat kao „Epic Scale": program koji su neki bezbednosni programi klasifikovali kao rizičan softver, a koji minira kriptovalutu Litecoin u pozadini za BitTorrent, Inc. (navodno dajući deo dobrotvorne svrhe), koristeći CPU i GPU snagu. Programer µTorrent-a osporio je tvrdnju da je automatski instaliran i tvrdio je da kao i kod svih ostalih „partnerskih“ programa u paketu sa softverom, korisnici mogu odbiti instalaciju.
28. Marta, Epic Scale je trajno uklonjen iz instalacije i kao partner u softverskom paketu.
Ruski i ukrajinski korisnici µTorrent-a prevareni su da instaliraju „Yandex Pretraživač" i drugi softver proizveden od Yandex-a.

## Saradnici
Originalni razvoj izveo je Ludvig Strigs ("ludde", iz Švedske), tvorac µTorrent-a. Serdž Paket ("vurlix", iz Kanade) delovao je kao koordinator izdanja i nameravao je da radi na Linuk i macOS portovima. Održavao je veb sajt i forum µTorrent do kraja 2005. godine, ali više nije povezan sa µTorrent-om.
Od kupovine 2006. godine, razvoj programa su obavljali razni zaposlenici kompanije Bittorrent Inc. Strigs više nije povezan.

## Pohvale
μTorrent je pohvaljen zbog svoje male veličine i minimalnog korišćenja računarskih resursa, što ga izdvaja od ostalih klijenata. PC Magazin je izjavio da „sadrži izvanredan niz funkcija“ 2006. godine i uvrstio ga u njihov „157 najboljih besplatni softverskih alata“ 2008. godine. Bio je i u „101 fantastičnih besplatnih programa“ PC World-a. Veb sajt TorrentFreak.com je rekao da je to najkvalitetniji BitTorrent klijent koji je dostupan, kasnije rezimirajući istraživanje Univerziteta u Kaliforniji iz 2009. godine, koje je zaključilo da „brzine prenosa µTorrent-a nadmašuju Vuze za 16%“ u proseku i „na 10% [30 najčešće korišćeni] ISP-ovi, korisnici µTorrent-a preuzimali su 30% brže od korisnika Vuze-a “. About.com je rekao da je to najbolji BitTorrent klijent dostupan, navodeći njegovu malu veličinu i „minimalan uticaj na ostatak brzine računara“. Wired.com je rekao da je njegov „otisak memorije takođe smešno mali“. Časopis PC & Tech Authority (Australija) dodelio mu je 6 zvezdica (od 6). Lifehacker.com ga je ocenio najboljim dostupnim BitTorrent klijentom (Windows) u 2008. godini, 2011. (Windows i Mac), a naknadna anketa korisnika ocenila ga je najpopularnijim klijentom za torrente u 2015. godini. CNET.com je dao 5 zvezdica (od 5) rekavši da sadrži „lagano i brzo preuzimanje“.
Novembra 2009. godine, 52 milliona korisnika je prijavljeno da koristi program, a kasne 2011. godine, 132 miliona.
Prema istraživanju Arbor Networks-a, usvajanje IPv6 od strane µTorrent-a 2008. prouzrokovalo je petnaest puta veći IPv6 saobraćaj preko Interneta tokom desetomesečnog perioda.